# Lantinus 3
Lantinus 3 (né le 10 mai 1998) est un cheval hongre bai du stud-book Hanovrien, monté en saut d'obstacles par Denis Lynch, avec qui il a participé aux épreuves d'obstacle des Jeux olympiques d'été de 2008, avant d'être suspendu pour dopage. 

## Histoire
Lantinus 3 naît le 10 mai 1998 à l'élevage de Henning Mueller-Rulfs en Allemagne.
Monté par le cavalier irlandais Denis Lynch, le couple est sélectionné pour représenter l'Irlande aux épreuves d'obstacles des Jeux olympiques d'été de 2008 à Hong-Kong. Cependant, Lantinus 3 est contrôlé positif à une forme de dopage durant ces jeux, et Lynch est suspendu pendant trois mois en octobre 2008. Le couple participe ensuite aux Jeux équestres mondiaux de 2010 à Lexington, et aux Championnats d'Europe de 2011 à Madrid.
En 2012, peu après la Coupe des nations, Lantinus 3 est contrôlé positif à un test d'hypersensibilité à Aix-la-Chapelle, ce qui suspend la participation de Lynch et de son cheval aux Jeux olympiques d'été de 2012 à Londres, sur décision du comité d'équitation irlandais, en raison des précédents problèmes de dopage rencontrés par Lynch.

## Description
Lantinus 3 est un hongre de robe baie, inscrit au stud-book du Hanovrien.

## Palmarès
Il est 52e du classement mondial des chevaux d'obstacle établi par la WBFSH en octobre 2012.

### 2008
- Mai 2008 : vainqueur du Grand Prix du Jumping international de France à La Baule, en 43’’33[7].

## Origines
Lantinus 3 est un fils de l'étalon Landkoenig et de la jument April Sun, par Argentinus.
| Origines de Lantinus 3                       | Origines de Lantinus 3      | Origines de Lantinus 3        | Origines de Lantinus 3 |
| -------------------------------------------- | --------------------------- | ----------------------------- | ---------------------- |
| Père Landkoenig Hanovrien 1992 - Bai, 1,69 m | Landadel Holsteiner 1982 -  | Landgraf I Holsteiner, 1966   | Ladykiller             |
| Père Landkoenig Hanovrien 1992 - Bai, 1,69 m | Landadel Holsteiner 1982 -  | Landgraf I Holsteiner, 1966   | Warthburg              |
| Père Landkoenig Hanovrien 1992 - Bai, 1,69 m | Landadel Holsteiner 1982 -  | Novella Holsteiner, 1976      | Farnese                |
| Père Landkoenig Hanovrien 1992 - Bai, 1,69 m | Landadel Holsteiner 1982 -  | Novella Holsteiner, 1976      | Furth                  |
| Père Landkoenig Hanovrien 1992 - Bai, 1,69 m | Luna Hanovrien 1975 -       | Landsknecht I Hanovrien, 1966 | Lasso                  |
| Père Landkoenig Hanovrien 1992 - Bai, 1,69 m | Luna Hanovrien 1975 -       | Landsknecht I Hanovrien, 1966 | Erlensilber            |
| Père Landkoenig Hanovrien 1992 - Bai, 1,69 m | Luna Hanovrien 1975 -       | Galaxy Hanovrien, 1971        | Gotthard               |
| Père Landkoenig Hanovrien 1992 - Bai, 1,69 m | Luna Hanovrien 1975 -       | Galaxy Hanovrien, 1971        | Duenenstadt            |
| Mère April Sun Hanovrien 1993 - Bai          | Argentinus Hanovrien 1980 - | Argentan I Hanovrien, 1967    | Absatz                 |
| Mère April Sun Hanovrien 1993 - Bai          | Argentinus Hanovrien 1980 - | Argentan I Hanovrien, 1967    | Worms                  |
| Mère April Sun Hanovrien 1993 - Bai          | Argentinus Hanovrien 1980 - | Dorle Hanovrien, 1965         | Duden II               |
| Mère April Sun Hanovrien 1993 - Bai          | Argentinus Hanovrien 1980 - | Dorle Hanovrien, 1965         | Winterrose             |
| Mère April Sun Hanovrien 1993 - Bai          | Sanny Oldenbourg 1989 -     | St. Ferdy Hanovrien, 1969     | Senator                |
| Mère April Sun Hanovrien 1993 - Bai          | Sanny Oldenbourg 1989 -     | St. Ferdy Hanovrien, 1969     | Feuernixe              |
| Mère April Sun Hanovrien 1993 - Bai          | Sanny Oldenbourg 1989 -     | Sansibar Hanovrien, 1970      | Saloniki               |
| Mère April Sun Hanovrien 1993 - Bai          | Sanny Oldenbourg 1989 -     | Sansibar Hanovrien, 1970      | Séparée                |